# Sonja Sperl
Sonja Sperl, nemška alpska smučarka, * 3. december 1936, Bayerisch Eisenstein.
Nastopila je na olimpijskih igrah 1956 in 1960, ko je osvojila sedmo mesto v smuku, osmo v slalomu in deveto v veleslalomu. S tem je osvojila srebrno medaljo svetovnega prvenstva v neolimpijski kombinaciji. Trikrat je postala avstrijska državna prvakinja, dvakrat v slalomu in enkrat v kombinaciji.